# Yawa Kouigan
Yawa Kouigan et de son nom complet, Florence Yawa Ahofa Kouigan, née en 1979, est une femme politique togolaise, maire de la ville d'Atakpamé dans la région des plateaux depuis septembre 2019 et présidente de la faîtière des communes du Togo depuis novembre 2020. Elle est ministre de la communication et des médias, porte-parole du gouvernement depuis le 8 septembre 2023.

## Biographie

### Parcours de Kouigan
Née en novembre 1979, Florence Yawa Ahofa Kouigan arbore un parcours multidisciplinaire qui lui a conduit à l'Université aux bancs du secteur privé, en passant par la justice et en fin, la sphère politique. Titulaire d'une maitrise en droit privé, avec pour spécialité le droit des affaires à l'université du Bénin (actuelle Université de Lomé). Elle occupe le poste de conseillère et chargée du secrétariat général à Ecobank dans les années 1998 et 2005. La trajectoire de Kouigan prend un virage décisif dès les années 2007. Elle exerce en tant que juriste et avocate entre l'année 2007 et 2009,.
Depuis 2011, elle occupe simultanément à ses autres fonctions les postes de responsable de la communication institutionnelle et d’assistance principale de la communication à la présidence du Togo,.

## En politique
Yawa Kouigan commence sa carrière politique en 2012 en tant que membre du parti Union pour la République (UNIR), parti au pouvoir au Togo. Secrétaire exécutif de l'UNIR, elle est une militante active et proche collaboratrice du président de la République Faure Gnassingbé.
En 2010, elle occupe le poste d'assistante de coordination de la mission d'observation électorale de l'Union européenne (MOE-UE). Sept ans plus tard, en 2017, Yawa Kouigan est élue membre de la Commission électorale nationale indépendante (CENI) où elle coordonne la communication de l'institution jusqu'aux élections législatives du 20 décembre 2018. La crédibilité de l'équipe de la CENI est remise en cause par l'opposition. Le choix de Yawa Kouigna à la CENI est critiqué et diversement interprété,.
Le 13 septembre 2019, elle est élue maire de la ville d'Atakpamé chef-lieu de la commune Ogou 1,. Elle est la première femme à occuper ce poste dans cette ville. L'année suivante, en novembre 2020, elle est portée à la tête de la faitière des communes du Togo (CFT) qui regroupe 117 communes, ancienne union des communes du Togo (UCT),,,.
Yawa Kouigan est par ailleurs la présidente du Ifodje Football Club d'Atakpamé,. Elle remplace à ce poste le député d'UNIR Michel Amétodji après la démission de ce dernier.
Kouigan est nommée ministre de la Communication et des Médias, porte-parole du Gouvernement par décret du Président Faure Gnassingbé en septembre 2023.